# Engelhardia mendalomensis
Engelhardia mendalomensis är en valnötsväxtart som beskrevs av E.J.F. Campbell Gasis. Engelhardia mendalomensis ingår i släktet Engelhardia och familjen valnötsväxter. Inga underarter finns listade i Catalogue of Life.